# روبرت هوفمان (رجل أعمال)
روبرت هوفمان (بالإنجليزية: Robert Hoffman)‏ هو شخصية أعمال أمريكي، ولد في 1947، وتوفي في 20 أغسطس 2006 بسبب ابيضاض الدم.